# Dominion (karetní hra)
Dominion je moderní karetní hra z roku 2008, jejímž autorem je Donald X. Vaccarino a vydavatelem firma Rio Grande Games. Do Česka hru dováží firma Albi a prodává se kompletně v češtině.
Každý hráč má balíček karet, který představuje jeho říši (dominium). Během hry si s jejich pomocí do balíčku dokupuje další karty, které mu přinesou další možnosti ve hře a body po jejím skončení. Tvorbou vlastního balíčku karet hra připomíná sběratelské karetní hry.

## Pravidla hry

### Karty
Karty se dělí na čtyři druhy:
- peněžní (žluté) – představují peníze, za něž si hráči v průběhu hry kupují další karty; základními jsou měďák (1 mince), stříbrňák (2 mince) a zlaťák (3 mince)
- bodové (zelené) – během hry jsou bezcenné, po skončení hry však vítězí hráč, jehož bodové karty dávají dohromady nejvyšší hodnotu; základními jsou statek (1 bod), vévodství (3 body) a provincie (6 bodů)
- akční (bílé) – představují akce, které mohou hráči v průběhu hry zahrát
- kletba (fialová) – znamená ztrátu 1 bodu, hráči ji mohou dávat soupeřům pomocí některých akčních karet

Na začátku hry má každý hráč balíček složený ze 7 měďáků a 3 statků. Na stůl se vyloží hromádky zbylých peněžních a bodových karet. K nim se přidá 10 z celkem 25 různých druhů karet království (zpravidla akční karty), které si hráči budou moci v průběhu hry dokupovat. Těchto deset karet je možné vybrat různě: buď využít jeden z pěti doporučených herních scénářů, nebo je možné deset karet náhodně vylosovat, nebo se na nich hráči mohou dohodnout apod. Právě možnost vybrat pro každou hru jiných deset karet dodává hře velkou variabilitu, neboť počet všech možných kombinací 10 karet z 25 je
{\displaystyle C_{10}(25)={25 \choose 10}=3\,268\,760}
a pro každou kombinaci má hra trochu jiný průběh a vyžaduje jinou strategii.

### Tah hráče
Hráči se v tazích střídají po směru hodinových ručiček. Tah každého hráče se skládá ze tří fází:
1. Akce – hráč může zahrát nejvýše jednu akční kartu, kterou drží v ruce. Zahrání se provádí tak, že hráč kartu vyloží a provede to, co je na ní uvedeno. Funkce akčních karet je různá, mohou např. dávat možnost zahrát ještě další akci v tomtéž tahu, poskytnout peníze do nadcházející fáze nákupu, umožnit nákup více než jedné karty v tomto tahu, umožnit dobrat si karty z balíčku atd.
2. Nákup – hráč si smí koupit nejvýše jednu z vyložených karet. Nákup provádí tak, že z ruky odloží peněžní karty, které mají součet svých peněžních hodnot nejméně stejný jako cena kupované karty (karty stojí 0 až 8 mincí). Zakoupenou kartu odloží na svůj odkládací balíček.
3. Úklid – hráč odloží všechny zahrané karty i všechny zbylé karty z ruky na odkládací balíček a dobere si do ruky pět nových karet. Je-li dobírací balíček rozebrán, hráč si zamíchá odkládací balíček a vytvoří z něj nový dobírací. Tímto způsobem se do hry znovu dostávají již zahrané karty, stejně jako nově zakoupené karty.

Hra končí v okamžiku, kdy jsou rozebrány tři hromádky karet nebo kdy je rozebrána hromádka karet provincií. Vítězí hráč, jehož bodové karty v balíčku dávají dohromady nejvyšší bodový součet.

## Strategie
Bodové karty jsou sice nezbytné k vítězství, ale během hry jsou naopak škodlivé, neboť nemají žádnou funkci a hráč se kvůli nim nedostane k potřebným akčním a peněžním kartám. Proto je důležité zpočátku nakupovat akční a peněžní karty a vystihnout ve hře okamžik, kdy je nutné začít nakupovat bodové karty. Začne-li je hráč kupovat příliš brzy, bude si je později ve hře dobírat a kvůli nim nebude mít na ruce akční a peněžní karty, které bude potřebovat. Naopak začne-li je kupovat pozdě, bude mít po skončení hry málo bodů.
Protože lze zahrát jen jednu akční kartu za tah a všechny zbylé karty z ruky se odhazují, nemělo by v balíčku být příliš mnoho akčních karet. Jinak se může stávat, že hráč bude mít na ruce několik akčních karet, ale bude smět zahrát jen jednu z nich a ostatní bez užitku odhodí. Z tohoto důvodu jsou cenné akční karty, které umožňují zahrát další akci ve stejném tahu. Je důležité vybírat karty při nákupu tak, aby spolu co nejlépe spolupracovaly.

## Rozšíření
Rozšíření se vydávají ve formě dalších karet království, které lze přidávat ke kartám ze základní sady, aby poskytly nové možnosti výběru deseti karet pro hru.

### Intriky
Rozšíření Intrigue vyšlo v červenci roku 2009, v češtině pod názvem Intriky v roce 2010. Obsahuje 25 nových karet království, navíc také základní peněžní a bodové karty, takže k hraní Intrik není zapotřebí základní sada. Novinkou tohoto rozšíření jsou karty dvou druhů najednou (např. současně peněžní a bodová karta).
Intrigue také přináší pravidla pro hru až 6 hráčů a pro hru až 8 hráčů na dvou stolech.

### Pobřeží
Rozšíření Seaside vyšlo v říjnu roku 2009, v češtině pod názvem Pobřeží v roce 2010. Toto rozšíření neobsahuje základní bodové a peněžní karty, takže není možné je hrát samostatně. Obsahuje 26 nových karet království s tématem námořních plaveb a objevů. Novinkou jsou oranžové karty dlouhodobých akcí, které se hrají podobně jako akční karty, ale po zahrání se namísto odhození vyloží na stůl a v dalším tahu přinesou hráči, který je zahrál, nějakou další výhodu.

### Alchymie
Rozšíření Alchemy vyšlo v květnu roku 2010, v češtině pod názvem Alchymie v roce 2012. Obsahuje 12 nových karet království s tématem alchymistických pokusů. Novinkou je nový druh peněžní karty – karta lektvaru (Elixír), která se kupuje a platí se s ní obdobně jako s peněžními kartami, ale namísto peněz poskytuje lektvar, který je nutný k zakoupení některých karet z této sady.

### Prosperita
Rozšíření Prosperity vyšlo v říjnu roku 2010, v češtině pod názvem Prosperita v roce 2012. Obsahuje 25 karet království a navíc další základní peněžní a bodové karty, s nimiž se zachází stejně jako s původními – platinovou minci (cena 5 mincí) a kolonii (hodnota 10 bodů). Motivem této sady je bohatství, obsahuje tedy peněžní karty s určitými schopnostmi, karty pracující s peněžními kartami a silné drahé karty.

### Roh hojnosti
Rozšíření Cornucopia vyšlo v červnu roku 2011, v češtině pod názvem Roh hojnosti v roce 2012 . Jeho tematikou je oslava podzimu – podzimní sklizeň, podzimní oslavy. Obsahuje 13 nových karet království a 5 nových karet odměn. Jejich společnou herní mechanikou je variabilita karet – rozšíření obsahuje karty, které hráče odmění za to, že má v balíčku, v ruce nebo ve hře různé karty, stejně jako karty, které mu k tomu dopomohou.

### Vzdálené kraje
Rozšíření Hinterlands vyšlo v říjnu roku 2011, v češtině pod názvem Vzdálené kraje v roce 2013. Obsahuje 26 karet království. Hlavní novinkou tohoto rozšíření je, že přináší karty, které vám poskytnou okamžitý efekt, jakmile je koupíte nebo získáte. Například pohraniční vesnice vám umožní získat další kartu, která je levnější než pohraniční vesnice. Kramáře zas můžete ukázat z ruky a získat stříbrňák místo karty, kterou byste si měli vzít.

### Temné časy
Rozšíření Dark Ages vyšlo v srpnu 2012 v anglické verzi. V češtině se jmenuje Temné časy. V této hře jde hlavně o zahazování na smetiště. Obsahuje nové typy karet: Útočiště (červená), Ruiny (tmavě červená), Rytíře a Plenitele (obě dvě bílé). Karty ruin mají negativní účinek, proto je dáváte protihráčům.

### Guilds
Rozšíření Guilds vyšlo v červnu 2013 v anglické verzi. Obsahuje 13 karet království, rozšíření se zaměřuje na cechy a řemesla.

### Promo karty
Kromě rozšířujících sad jsou občas vydávány i samostatné karty království, tzv. promo karty.
- Černý trh (Black Market)
- Posel (Envoy)
- Tajná skrýš (Stash)
- Hrazená vesnice (Walled Village)
- Governor (v češtině dosud nevyšlo)
- Princ (Prince)[8]

## Dominion Tour
V Česku se od roku 2010 koná série turnajů v Dominionu nazvaná Dominion Tour. Skládá se ze zhruba deseti hlavních turnajů a mnoha místních. Turnaje se hrají s těmito sadami:
- 2010: jen základní sada
- 2011: základní sada a Intriky
- 2012: základní sada, Intriky a Pobřeží (vybrané karty)
- 2013: základní sada, Intriky a Pobřeží (vybrané karty)
- 2014: základní sada, Pobřeží, Prosperita, Vzdálené kraje (vybrané karty)
- 2015: základní sada, Pobřeží, Prosperita, Vzdálené kraje (vybrané karty)

Specialitou turnaje jsou na míru šitá pravidla pro losování karet. Počínaje druhou hrou je vylosováno 13 karet, ze kterých si každý stůl vybere 10, se kterými hraje.
Nejlepší hráči postupují do finálového turnaje o mistrovský pohár, které se odehraje během akce Deskohraní v Praze. Dosavadní vítězové:
- 2010: Tomáš Tvaroh
- 2011: Jan Vaněček (postup na Mistrovství světa na veletrhu Spiele v Essenu)
- 2012: Jan Vaněček
- 2013: Pavel Znamenáček
- 2014: Radek Cibulka

## Vydání
- Dominion: Originální hra (2008)
- Dominion: Intriky (2009)
- Dominion: Pobřeží (2009)
- Dominion: Alchymie (květen 2010)
- Dominion: Prosperita (listopad 2010)
- Dominion: Roh hojnosti (2011)
- Dominion: Vzdálené kraje (listopad 2011)
- Dominion: Temné časy (srpen/září 2012)
- Dominion: Guilds (červen 2013)

Promo karty
- Dominion: Černý trh (2009)
- Dominion: Posel (2009)
- Dominion: Tajná skrýš (2010)
- Dominion: Hrazená vesnice (2011)
- Dominion: Governor (2011)
- Dominion: Prince (2014)

## Online verze
Dominion se všemi dosud vydanými rozšířeními je možné hrát na Internetu na webu BrettSpielWelt. Oficiální stránka pro online Dominion je Goko.